# 林浦駅
林浦駅（インポえき）は、大韓民国慶尚北道永川市にかつて存在した韓国鉄道公社中央線の駅である。

## 歴史
- 1918年9月20日：普通駅として営業開始。
- 1952年1月28日：駅舎全焼。
- 1959年8月1日：現駅舎に新築。
- 2021年12月28日：中央線複線電鉄化に伴う線路移設により廃止。

## 隣の駅
韓国鉄道公社
中央線
松浦信号場 - 林浦駅 - 阿火駅